# EPrix van Marrakesh 2022
De ePrix van Marrakesh 2022 werd gehouden op 2 juli 2022 op het Circuit International Automobile Moulay El Hassan. Dit was de tiende race van het achtste Formule E-seizoen. De race stond in eerste instantie niet op de kalender, maar werd gehouden als vervanger van de ePrix van Vancouver, die twee maanden eerder werd afgelast.
De race werd gewonnen door Venturi-coureur Edoardo Mortara, die zijn derde zege van het seizoen behaalde. António Félix da Costa, die vanaf pole position startte, werd voor Techeetah tweede, terwijl Jaguar-coureur Mitch Evans als derde eindigde.

## Kwalificatie

### Groepsfase
De top vier uit iedere groep kwalificeerde zich voor de knockoutfase.
Groep A
| Pos | No | Coureur             | Team             | Tijd      |
| --- | -- | ------------------- | ---------------- | --------- |
| 1   | 48 | Edoardo Mortara     | Venturi-Mercedes | 1:18.386  |
| 2   | 37 | Nick Cassidy        | Envision-Audi    | 1:18.452  |
| 3   | 27 | Jake Dennis         | Andretti-BMW     | 1:18.496  |
| 4   | 28 | Oliver Askew        | Andretti-BMW     | 1:18.540  |
| 5   | 11 | Lucas di Grassi     | Venturi-Mercedes | 1:18.564  |
| 6   | 7  | Sérgio Sette Câmara | Dragon-Penske    | 1:18.608  |
| 7   | 23 | Sébastien Buemi     | e.dams-Nissan    | 1:18.654  |
| 8   | 4  | Robin Frijns        | Envision-Audi    | 1:18.663  |
| 9   | 22 | Maximilian Günther  | e.dams-Nissan    | 1:18.855  |
| 10  | 5  | Stoffel Vandoorne   | Mercedes         | 1:18.896  |
| 11  | 36 | André Lotterer      | Porsche          | Geen tijd |

Groep B
| Pos | No | Coureur                | Team          | Tijd      |
| --- | -- | ---------------------- | ------------- | --------- |
| 1   | 13 | António Félix da Costa | Techeetah-DS  | 1:18.150  |
| 2   | 25 | Jean-Éric Vergne       | Techeetah-DS  | 1:18.222  |
| 3   | 94 | Pascal Wehrlein        | Porsche       | 1:18.249  |
| 4   | 9  | Mitch Evans            | Jaguar        | 1:18.318  |
| 5   | 17 | Nyck de Vries          | Mercedes      | 1:18.393  |
| 6   | 30 | Oliver Rowland         | Mahindra      | 1:18.501  |
| 7   | 10 | Sam Bird               | Jaguar        | 1:18.523  |
| 8   | 3  | Oliver Turvey          | NIO           | 1:18.765  |
| 9   | 33 | Dan Ticktum            | NIO           | 1:18.805  |
| 10  | 29 | Alexander Sims         | Mahindra      | 1:18.845  |
| 11  | 99 | Antonio Giovinazzi     | Dragon-Penske | Geen tijd |

### Knockoutfase
De combinatie letter/cijfer staat voor de groep waarin de betreffende coureur uitkwam en de positie die hij in deze groep behaalde.
|  | Kwartfinale            | Kwartfinale            |                  |          | Halve finale | Halve finale |  |  | Finale | Finale |
|  |                        |                        |                  |          |              |              |  |  |        |        |
|  |                        |                        |                  |          |              |              |  |  |        |        |
|  | B4-A1                  |                        |                  |          |              |              |  |  |        |        |
|  |                        |                        |                  |          |              |              |  |  |        |        |
|  | Mitch Evans            | 1:17.476               |                  |          |              |              |  |  |        |        |
|  | Mitch Evans            | 1:17.476               | K1-K2            |          |              |              |  |  |        |        |
|  | Edoardo Mortara        | 1:17.002               |                  |          |              |              |  |  |        |        |
|  | Edoardo Mortara        | 1:17.002               | Edoardo Mortara  | 1:17.129 |              |              |  |  |        |        |
|  | B3-A2                  |                        | Edoardo Mortara  | 1:17.129 |              |              |  |  |        |        |
|  |                        | Pascal Wehrlein        | 1:17.305         |          |              |              |  |  |        |        |
|  | Pascal Wehrlein        | Pascal Wehrlein        | 1:17.305         | 1:17.291 |              |              |  |  |        |        |
|  | Pascal Wehrlein        |                        | H1-H2            | 1:17.291 |              |              |  |  |        |        |
|  | Nick Cassidy           | 1:17.578               |                  |          |              |              |  |  |        |        |
|  | Nick Cassidy           | 1:17.578               | Edoardo Mortara  | 1:17.151 |              |              |  |  |        |        |
|  | A3-B2                  |                        | Edoardo Mortara  | 1:17.151 |              |              |  |  |        |        |
|  |                        | António Félix da Costa | 1:17.070         |          |              |              |  |  |        |        |
|  | Jake Dennis            | António Félix da Costa | 1:17.070         | 1:17.348 |              |              |  |  |        |        |
|  | Jake Dennis            | K3-K4                  |                  | 1:17.348 |              |              |  |  |        |        |
|  | Jean-Éric Vergne       | 1:16.982               |                  |          |              |              |  |  |        |        |
|  | Jean-Éric Vergne       | 1:16.982               | Jean-Éric Vergne | 1:17.115 |              |              |  |  |        |        |
|  | A4-B1                  |                        | Jean-Éric Vergne | 1:17.115 |              |              |  |  |        |        |
|  |                        | António Félix da Costa | 1:17.021         |          |              |              |  |  |        |        |
|  | Oliver Askew           | António Félix da Costa | 1:17.021         | 1:17.575 |              |              |  |  |        |        |
|  | Oliver Askew           |                        |                  | 1:17.575 |              |              |  |  |        |        |
|  | António Félix da Costa | 1:17.202               |                  |          |              |              |  |  |        |        |
|  | António Félix da Costa | 1:17.202               |                  |          |              |              |  |  |        |        |

### Startopstelling
| Pos | No | Coureur                | Team             |
| --- | -- | ---------------------- | ---------------- |
| 1   | 13 | António Félix da Costa | Techeetah-DS     |
| 2   | 48 | Edoardo Mortara        | Venturi-Mercedes |
| 3   | 25 | Jean-Éric Vergne       | Techeetah-DS     |
| 4   | 94 | Pascal Wehrlein        | Porsche          |
| 5   | 27 | Jake Dennis            | Andretti-BMW     |
| 6   | 9  | Mitch Evans            | Jaguar           |
| 7   | 28 | Oliver Askew           | Andretti-BMW     |
| 8   | 37 | Nick Cassidy           | Envision-Audi    |
| 9   | 17 | Nyck de Vries          | Mercedes         |
| 10  | 11 | Lucas di Grassi        | Venturi-Mercedes |
| 11  | 30 | Oliver Rowland         | Mahindra         |
| 12  | 7  | Sérgio Sette Câmara    | Dragon-Penske    |
| 13  | 10 | Sam Bird               | Jaguar           |
| 14  | 3  | Oliver Turvey          | NIO              |
| 15  | 4  | Robin Frijns           | Envision-Audi    |
| 16  | 33 | Dan Ticktum            | NIO              |
| 17  | 23 | Sébastien Buemi        | e.dams-Nissan    |
| 18  | 22 | Maximilian Günther     | e.dams-Nissan    |
| 19  | 29 | Alexander Sims         | Mahindra         |
| 20  | 5  | Stoffel Vandoorne      | Mercedes         |
| 21  | 99 | Antonio Giovinazzi     | Dragon-Penske    |
| 22  | 36 | André Lotterer         | Porsche          |

## Race
| Pos | No | Coureur                | Team             | Rondes | Tijd/Oorzaak uitval | Grid | Punten |
| --- | -- | ---------------------- | ---------------- | ------ | ------------------- | ---- | ------ |
| 1   | 48 | Edoardo Mortara        | Venturi-Mercedes | 34     | 46:45.410           | 2    | 25     |
| 2   | 13 | António Félix da Costa | Techeetah-DS     | 34     | +2.297              | 1    | 21     |
| 3   | 9  | Mitch Evans            | Jaguar           | 34     | +6.270              | 6    | 15     |
| 4   | 25 | Jean-Éric Vergne       | Techeetah-DS     | 34     | +6.965              | 3    | 12     |
| 5   | 11 | Lucas di Grassi        | Venturi-Mercedes | 34     | +7.787              | 10   | 11     |
| 6   | 17 | Nyck de Vries          | Mercedes         | 34     | +8.394              | 9    | 8      |
| 7   | 27 | Jake Dennis            | Andretti-BMW     | 34     | +12.084             | 5    | 6      |
| 8   | 5  | Stoffel Vandoorne      | Mercedes         | 34     | +14.541             | 20   | 4      |
| 9   | 10 | Sam Bird               | Jaguar           | 34     | +15.048             | 13   | 2      |
| 10  | 30 | Oliver Rowland         | Mahindra         | 34     | +15.270             | 11   | 1      |
| 11  | 28 | Oliver Askew           | Andretti-BMW     | 34     | +16.336             | 7    |        |
| 12  | 94 | Pascal Wehrlein        | Porsche          | 34     | +30.043             | 4    |        |
| 13  | 37 | Nick Cassidy           | Envision-Audi    | 34     | +31.970             | 8    |        |
| 14  | 29 | Alexander Sims         | Mahindra         | 34     | +32.332             | 19   |        |
| 15  | 36 | André Lotterer         | Porsche          | 34     | +32.364             | 22   |        |
| 16  | 23 | Sébastien Buemi        | e.dams-Nissan    | 34     | +33.707             | 4    |        |
| 17  | 3  | Oliver Turvey          | NIO              | 34     | +35.018             | 15   |        |
| 18  | 4  | Robin Frijns           | Envision-Audi    | 34     | +35.686             | 16   |        |
| 19  | 99 | Antonio Giovinazzi     | Dragon-Penske    | 34     | +40.887             | 21   |        |
| 20  | 7  | Sérgio Sette Câmara    | Dragon-Penske    | 34     | +42.764             | 12   |        |
| DNF | 22 | Maximilian Günther     | e.dams-Nissan    | 32     | Batterij            | 18   |        |
| DNF | 33 | Dan Ticktum            | NIO              | 28     | Batterij            | 17   |        |

## Tussenstanden wereldkampioenschap

### Coureurs
| Positie | No. | Rijder                 | Team             | Punten |
| ------- | --- | ---------------------- | ---------------- | ------ |
| 01      | 48  | Edoardo Mortara        | Venturi-Mercedes | 139    |
| 02      | 25  | Jean-Éric Vergne       | Techeetah-DS     | 128    |
| 03      | 5   | Stoffel Vandoorne      | Mercedes         | 125    |
| 04      | 9   | Mitch Evans            | Jaguar           | 124    |
| 05      | 4   | Robin Frijns           | Envision-Audi    | 81     |
| 06      | 13  | António Félix da Costa | Techeetah-DS     | 75     |
| 07      | 17  | Nyck de Vries          | Mercedes         | 73     |
| 08      | 11  | Lucas di Grassi        | Venturi-Mercedes | 66     |
| 09      | 36  | André Lotterer         | Porsche          | 61     |
| 10      | 94  | Pascal Wehrlein        | Porsche          | 55     |

### Constructeurs
| Positie | Team             | Punten |
| ------- | ---------------- | ------ |
| 01      | Venturi-Mercedes | 205    |
| 02      | Techeetah-DS     | 203    |
| 03      | Mercedes         | 198    |
| 04      | Jaguar           | 155    |
| 05      | Porsche          | 116    |
| 06      | Envision-Audi    | 97     |
| 07      | Andretti-BMW     | 44     |
| 08      | Mahindra         | 13     |
| 09      | e.dams-Nissan    | 12     |
| 10      | NIO              | 07     |